# Ilyocoris
Ilyocoris is een geslacht van wantsen uit de familie zwemwantsen (Naucoridae). Het geslacht werd voor het eerst wetenschappelijk beschreven door Stål in 1861.

## Soorten
Het genus bevat de volgende soorten:

- Ilyocoris cimicoides (Linnaeus, 1758)
- Ilyocoris rottensis von Schlechtendal, 1899